# Daniel Dangl
Daniel Dangl (* 5. února 1975 Bratislava) je slovenský herec, režisér, scenárista, bavič a moderátor.
Po skončení studií na středním odborném učilišti polygrafickém ho napoprvé přijali na VŠMU. Po skončení vysoké školy v roce 1997 působil dva roky v Košicích. Má svobodné povolání, živí se hodně dabingem, účinkuje v bratislavských divadlech GUnaGU a LUDUS.
Je ženatý, má syna Olivera a s rodinou žije v Ivance pri Dunaji.

## Filmografie
- 2000: Krajinka
- 2004: S.O.S. – humoristická show
- 2008: Áno, miláčik! – seriál
- 2009–2012: Partička – zábavný pořad (slovenská verze)
- 2010: TACHO
- 2011–dosud: Partička – zábavný pořad
- 2016–2019: Tvoja tvar znie povedome – zábavný pořad
- 2022: Tvoje tvář má známý hlas – zábavný pořad (česká verze), role: porotce